# Pel·listor
Un pel·listor (de l'anglès pellistor, format de pelletized resistor) és sensor que detecta l'augment de la temperatura que ocorre a la seua superfície quan ocorre la combustió catalítica del gas per un calefactor que té integrat. Serveix per a detectar gasos que puguen resultar perillosos. Es caracteritzen per ser sensibles a una gran varietat de gasos i vapors inflamables, però és bastant imprecís i poc fiable per a mesurar metà. Consisteix en dos molls finets de platí incrustats en una massa ceràmica (per exemple, una gota d'alúmina) connectats a un pont de Wheatstone. Una gota de ceràmica està impregnada d'un catalitzador que promou l'oxidació mentre que l'altre inhibeix l'oxidació sense catalitzador.
Per al seu correcte funcionament és requisit que hi haja oxigen i que aquest siga mesurat.